# Huff-Duff
High Frequency Direction Finder, populärt kallad Huff-Duff, var en radiopejlingsutrustning som användes av brittiska flottan under andra världskriget för att hitta tyska ubåtar.